# Brockville (Ontario)
Pour les articles homonymes, voir Brockville.
Brockville est une ville canadienne dans l'est de l'Ontario se situant près de la région des Mille-Îles sur le fleuve Saint-Laurent. Le recensement de 2016 y dénombre 21 346 habitants. (Agglomération de recensement : 39 668)

## Situation

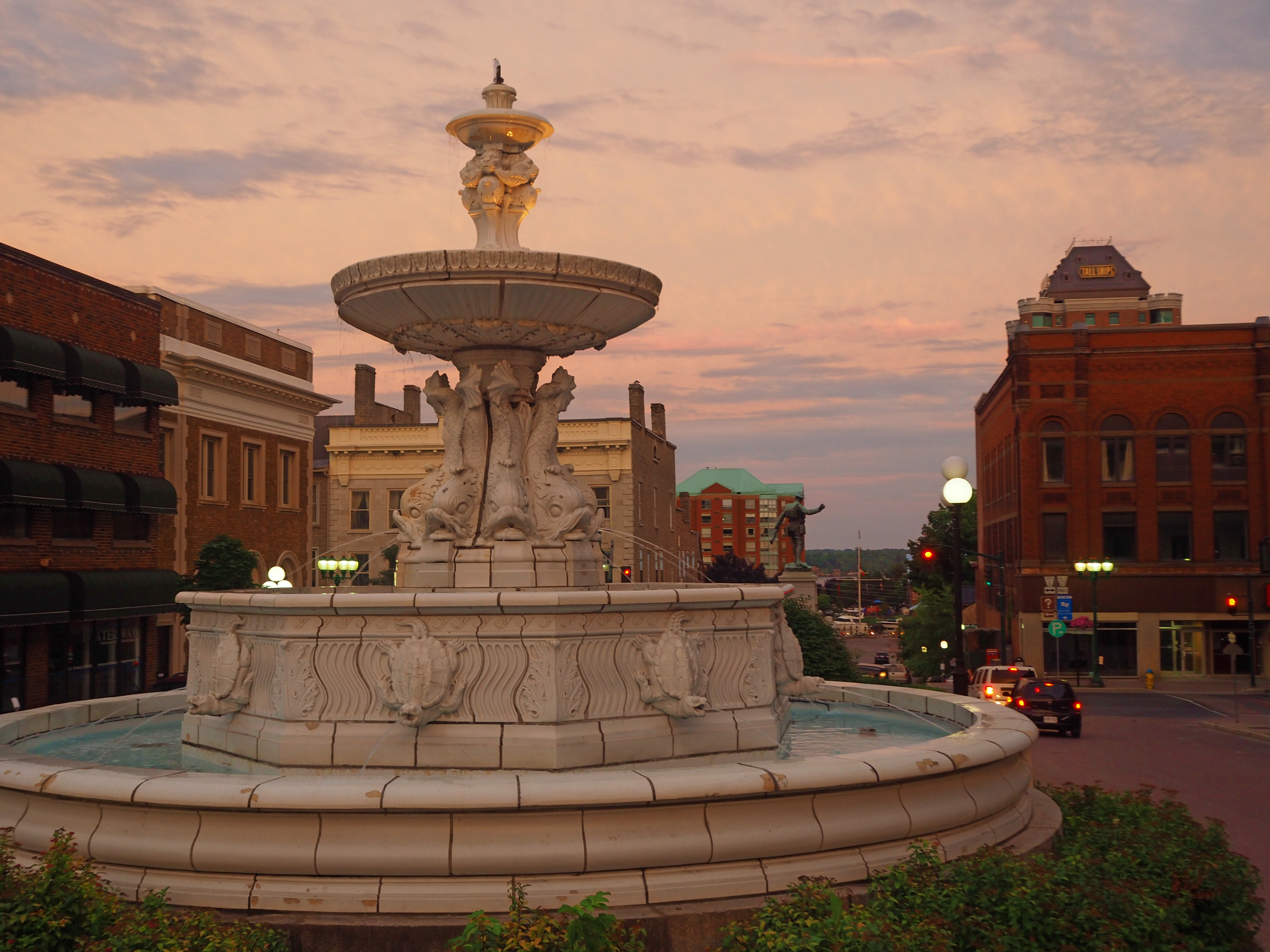
Fontaine John H. Fulford Memorial, qui fut érigée en 1916.

Appelée la ville des mille îles, Brockville est située directement en face de Morristown (New York) de l'autre côté du fleuve, environ à mi-chemin entre Cornwall à l'est et Kingston à l'ouest et à un peu plus d'une heure de la capitale canadienne, Ottawa.

## Démographie
| 2001   | 2006   | 2011   | 2016   |
| ------ | ------ | ------ | ------ |
| 21 375 | 21 957 | 21 870 | 21 346 |